# マルワーン・ブン・アブドゥルマリク
マルワーン・ブン・アブドゥルマリク・ブン・マルワーン（アラビア語: مروان بن عبد الملك بن مروان, ラテン文字転写: Marwān b. ʿAbd al-Malik b. Marwān）、または同名の異母兄弟と区別する際の呼び名であるマルワーン・アル＝アクバル（アラビア語: مروان الأكبر, ラテン文字転写: Marwān al-Akbar,「年長のマルワーン」の意、715/6年または716/7年没）は、ウマイヤ朝のカリフのアブドゥルマリクの息子であり、一時期カリフ位の継承候補者とされていた人物である。

## 経歴
マルワーンはウマイヤ朝の第5代カリフのアブドゥルマリクとその最初の妻であるワッラーダ・ビント・アル＝アッバース・ブン・アル＝ジャズの息子であり、そのワッラーダはアラブ部族の一つであるアブス族に属していたズハイル・ブン・ジャズィーマの4代目の子孫にあたる。また、第6代カリフのワリード1世（在位：705年 - 715年）と第7代カリフのスライマーン（在位715年 - 717年）はマルワーンの同母兄弟にあたる。10世紀の歴史家のタバリーによれば、アブドゥルマリクは自身の直接の後継者であるワリード1世とスライマーンに次ぐ後継者として両者の異母兄弟にあたるヤズィード2世（在位：720年 - 724年、アーティカ・ビント・ヤズィードの息子）、さらにその後はマルワーン・アル＝アクバルを後継者とするように指示した。しかし、別の歴史家であるバラーズリーは、アーティカのもう一人の息子のマルワーン・アル＝アスガルが後継者候補になっていたと記している。
マルワーンは715/6年か716/7年にメッカへの巡礼（ハッジ）からシリアに帰還する途中で子孫を残すことなく死去した。カリフのスライマーンはマルワーンの死後に自分の長男のアイユーブを後継者に指名したが、そのアイユーブも717年の初頭に死去し、スライマーンの父方の従兄弟にあたるウマル2世（在位：717年 - 720年）を後継者に指名した。